# 哈利尼夫卡 (沃倫州)
50°52′45″N 24°30′37″E / 50.87917°N 24.51028°E
哈利尼夫卡（羅馬化：Halynivka）是烏克蘭西北部的村莊，隸屬沃倫州的沃洛德米爾區。該村始建於1621年，面積0.98平方公里，海拔高度219米，2001年人口343，人口密度每平方公里350.36人。